# John Malcolm Forbes Ludlow
John Malcolm Forbes Ludlow (8 de marzo de 1821 – 17 de octubre de 1911) fue un abogado inglés y dirigente del movimiento socialista cristiano.

## Biografía
Nazca en Nimach, India, donde su padre trabajó para la Compañía Británica de las Indias Orientales. Fue educado en Merchant Taylor´s School, y llamado a la barra en 1843. Ludlow Estuvo influido por el socialismo francés cuando estudió en París.
En 1850,  funda y se convierte en editor del diario Socialista Cristiano. Fue también un cofundador de la universidad de los Hombres Laborables. La mayoría de su trabajo se centró en la misión para los pobres en Londres. Promueve la cooperación mutua vía sociedades amistosas. Fue secretario en la comisión real de sociedades amistosas de 1870 a 1874, y sirvió como jefe de registros de las sociedades amistosas en Inglaterra de 1875 a 1891. Sería uno de los primeros miembros y posteriormente presidente de la Co-Asociación Laboral de la Sociedad. En 1867, Ludlow coescribió El Progreso de la Clase Trabajadora, 1832-1867 con Lloyd Jones. Falleció en Londres.